# Adolf Kleinschroth
Adolf Kleinschroth (* 13. Oktober 1940 in München; † 21. Oktober 2000 in den Bayerischen Alpen) war ein deutscher Wasserbauingenieur und Hochschullehrer am Lehrstuhl für Hydraulik und Gewässerkunde der Technischen Universität München.

## Leben
1967 schloss er ein Studium des Bauingenieurwesens an der Technischen Universität München ab und blieb seine gesamte Karriere im hydraulischen Labor. 1972 wurde er mit dem Thema Strömungsvorgänge im Wirbelfallschacht zum Doktor promoviert. Ab 1974 dozierte er und wurde 1980 zum ordentlichen Professor berufen. Er war akademischer Direktor bei Paul-Gerhard Franke und ab 1987 bei dessen Nachfolger Franz Valentin.
Mit seinen Studien zum Wirbelfallschacht leistete er einen Beitrag zur Entwicklung der Abwasserhydraulik. 1947 hatte der Italiener Carlo Drioli (1902–1997) eine Vortex-Drop-Struktur vorgeschlagen. Kleinschroths Doktorarbeit lieferte ein systematisches Testprogramm zu diesem Bauteil der Energiedissipation. Später erweiterte er die Überlegungen auf Vortex-Drop mit einer überkritischen Annäherungsströmung. Anschließend untersuchte er Wirbelfallstrukturen für unterkritische Strömungen, schlug eine Einlassgeometrie vor und entwickelte Bemessungshilfen. Kleinschroth erweiterte das Wissen über Abwurfstrukturen. Kleinschroth beriet das Deutsche Institut für Normung und die Abwassertechnische Vereinigung ATV.
Er kam bei einem Unfall mit seinem Fahrrad ums Leben.

## Veröffentlichungen
- 1979: Das Reich Kusch und seine wasserwirtschaftlichen Probleme. In: Zeitschrift für Archäologie und Kulturgeschichte 10/3: 23–30, S. 29.
- 1980: 300 Jahre Canal du Midi. In: Mitteilungen aus Hydraulik und Gewässerkunde 33, S. 71–95.
- 1984: Schifffahrtskanäle aus dem 17.und 18. Jhdt. im Raum München (mit Helmut Michel), Deutsches Schifffahrtsarchiv 7, S. 7-24, Hamburg 1984
- 1984: Wasser als architektonisches Element. Die Kanäle zur Erschließung der Schloßanlagen im Münchner Norden.(mit Helmut Michel), Münchner Stadtanzeiger Nr. 1/1984  vom 5. Januar 1984, S. 4/5.
- 1985: Wasserhebeanlagen von Marly 1985 Kleinschroth, Adolf, Bau der Wasserhebeanlagen von Marly vor 300 Jahren, eine Pionierleistung auf dem Gebiet der Hydraulik. In: Mitteilungen aus Hydraulik und Gewässerkunde der TU München, Nr. 43, München, 1985,
- 1986: Die Fahrten der bayerischen Regenten auf Binnenseen vom 15. bis zum 19. Jahrhundert. In: Deutsches Schiffahrtsarchiv, 9, 97–116.
- 1987: mit Paul-Gerhard Franke: Kurzbiographien Hydraulik und Wasserbau, Lebensbilder in Kurzfassung Persönlichkeiten des Fachgebietes Hydraulik und Wasserbau aus dem deutschsprachigen Raum. In: Mitteilungen aus Hydraulik und Gewässerkunde, Technische Universität München, Heft Nr. 48. München 1987.
- 2000: Verein Dachauer Moos e.V.: Der Dachau-Schleißheimer Kanal Studie zu den Möglichkeiten einer Erneuerung